# Sandrup
Sandrup ist eine Bauerschaft und Streusiedlung im Norden Münsters. Sie gehört gemeinsam mit Kinderhaus, Sprakel und Coerde zum Stadtbezirk Münster-Nord. Sehenswert sind die Reste des ehemaligen Max-Clemens-Kanals, das in einem alten Kotten untergebrachte Heimathaus Sandrup-Sprakel-Coerde und Gut Kinderhaus, das frühere Provinzialgut der Klinik Marienthal.

## Geschichte
Zum ersten Mal urkundlich erwähnt wurde Sandrup schon im 11. Jahrhundert in einer Urkunde aus Stift Cappenberg. Damals legte Bischof Siegfried von Walbeck (1022–1032) fest, dass für die neugeweihte Kirche von Coerde (Curithi) unter anderem die Bauerschaft Sandondorp zur Zahlung eines Zehnten als wirtschaftliche Grundlage für die Kirche und ihre Geistlichen verpflichtet wurde.
Seit 1903 gehörte Sandrup kirchlich zur Kirchengemeinde Kinderhaus; politisch war die Bauerschaft bis 1975 Teil des Amtes St. Mauritz. Im Zuge der Gebietsreform wurde Sandrup am 1. Januar 1975 in die Stadt Münster eingemeindet.

## Sehenswürdigkeiten
Das heutige Gut Kinderhaus, damals der Hof Schulze Brüning, wurde 1913 vom Provinzialverband Westfalen von dem Gutsbesitzer Bernhard Twenhöven genannt Brüning erworben – zum Preis von rund einer halben Million Mark. Ziel war, den Hof für die Selbstversorgung der wachsenden Provinzialheilanstalt Marienthal zu nutzen und perspektivisch dort auch eine zweite „Heil- und Pflegeanstalt für chronische Kranke“ mit bis zu 1000 Plätzen zu errichten. Diese Pläne wurden nicht verwirklicht. Über Jahrzehnte arbeiteten aber rund dreißig Patienten der Heilanstalt als landwirtschaftliche Hilfskräfte auf dem Hof. 1990 übernahm die Westfalenfleiß GmbH sowohl die Bewirtschaftung des landwirtschaftlichen Betriebs als auch das auf dem Gelände befindliche Wohnheim, das bis dahin eine Außenstelle der heutigen LWL-Klinik Münster gewesen war. Heute befindet sich auch ein Hofladen und ein Cafe auf dem Gut.
Der vom Heimatverein Sandrup-Sprakel-Coerde e.V. betriebene Heimathof am Max-Clemens-Kanal war früher einer der Kotten des Hofes Schulze Brüning. Nach umfangreichen Renovierungen wurde der Hof 1985 offiziell eingeweiht und seitdem um mehrere Gebäude erweitert.